# Sead Hakšabanović
Sead Hakšabanović, né le 4 mai 1999 à Hyltebruk en Suède, est un footballeur international monténégrin d'origine albanaise/bosniaque, qui évolue au poste de milieu offensif à Malmö FF.

## Biographie

### Carrière en club
Sead Hakšabanović commence le football avec l'équipe des jeunes du Halmstads BK. Le 9 avril 2015, il fait ses débuts en Allsvenskan, le championnat de Suède, âgé de seulement 15 ans, 11 mois et 6 jours, lors d'une défaite 3-0 contre l'IFK Norrköping. Il devient le plus jeune footballeur à débuter pour Halmstad et le deuxième plus jeune à débuter en Allsvenskan après Nicklas Bärkroth.
En août 2015, il passe une semaine en essai à Manchester United. Il participe également à des essais avec Liverpool , Chelsea, Aston Villa et Manchester City.
Le 7 août 2017, il signe un contrat de cinq ans avec West Ham United, avec un transfert évalué à 3M€.
Il est prêté au Málaga CF, relégué en deuxième division, le 6 août 2018. Il n’apparaît qu'à deux reprises sous le maillot andalou, ne disputant que 53 minutes de jeu. Face à ce faible temps de jeu, il est rappelé par West Ham dès janvier 2019 et est prêté dans la foulée au IFK Norrköping pour une durée de 18 mois. Il y retrouve du temps de jeu, prenant part à 29 des 30 rencontres de championnat dont 19 titularisations, 6 buts inscrits et 8 passes décisives délivrées. Il y dispute également ses premières rencontres européennes mais son club est éliminé par le Hapoël Beer-Sheva lors du troisième tour de qualification de la Ligue Europa 2019-2020.
Le 13 juin 2020, West Ham confirme son transfert définitif au IFK Norrköping. Il y réalise une nouvelle saison pleine, participant à 29 des 30 rencontres d'Allsvenskan dont 24 titularisations, 7 buts inscrits et 11 passes décisives délivrées. Son club termine 6e et échoue à obtenir une qualification européenne. 

### Carrière internationale
Sead Hakšabanović compte une sélection avec l'équipe du Monténégro depuis 2017,.
Il est convoqué pour la première fois en équipe du Monténégro par le sélectionneur national Ljubiša Tumbaković (en), pour un match des éliminatoires de la Coupe du monde 2018 contre l'Arménie le 10 juin 2017. Lors de ce match, il entre à la 85e minute de la rencontre, à la place de Vladimir Jovović. La rencontre se solde par une victoire 4-1 des Monténégrins.

## Statistiques
| Saison                | Club                  | Championnat           | Championnat | Championnat | Championnat | Coupe(s) nationale(s) | Coupe(s) nationale(s) | Coupe(s) nationale(s) | Séries | Séries | Séries | Total | Total | Total |
| Saison                | Club                  | Division              | M.          | B.          | P.d.        | M.                    | B.                    | P.d.                  | M.     | B.     | P.d.   | M.    | B.    | P.d.  |
| 2015                  | Halmstads BK          | Allsvenskan           | 10          | 0           | 0           | 2                     | 0                     | 0                     | -      | -      | -      | 12    | 0     | 0     |
| 2016                  | Halmstads BK          | Superettan            | 30          | 8           | 7           | 4                     | 0                     | 1                     | 2      | 0      | 1      | 36    | 8     | 9     |
| 2017                  | Halmstads BK          | Allsvenskan           | 18          | 4           | 0           | 4                     | 1                     | 1                     | -      | -      | -      | 22    | 5     | 1     |
| 2017-2018             | West Ham United       | Premier League        | -           | -           | -           | -                     | -                     | -                     | -      | -      | -      | 0     | 0     | 0     |
| Total sur la carrière | Total sur la carrière | Total sur la carrière | 58          | 12          | 7           | 10                    | 1                     | 2                     | 2      | 0      | 1      | 70    | 13    | 10    |

## Palmarès

### En club
Celtic FC
- Championnat d'Écosse de football (1)
  - Champion en 2023
- Coupe de la Ligue écossaise de football (1)
  - Vainqueur en 2023
- Coupe d'Écosse de football (1)
  - Vainqueur en 2023